# Volo notturno
Volo notturno, (Fly-by-Night) è un film del 1942, diretto da Robert Siodmak. 

## Trama
Un uomo evade da un manicomio criminale, e si rifugia nell'auto del dottor Geoffrey Burton, e, in seguito, minacciandolo con un revolver, nella sua camera d'albergo. L'uomo racconta a Burton di essere in possesso di un contrassegno di un deposito bagagli, dove è depositato un pacco di estrema importanza, contenente il prototipo dei un'invenzione del professor Langner, il G32, e che alcune spie lo stanno inseguendo per impadronirsene. Per provare che le sue affermazioni sono vere l'uomo consegna al dottore il contrassegno e gli mostra il proprio cappello, che reca un foro da proiettile, a riprova del fatto che qualcuno ha già tentato di ucciderlo.  Burton si distrae un attimo al telefono, e, quando riaggancia, trova l'uomo pugnalato a morte. In quel momento interviene la polizia, che, non credendo al racconto di Burton, lo accusa di omicidio. A nulla valgono i tentativi di Burton di provare la propria estraneità al delitto; anche il cappello è sparito, e il dottore, per non essere arrestato, non trova niente di meglio da fare che fuggire. Penetra dapprima nella camera d'albergo accanto alla sua, occupata da una disegnatrice; poi, per evitare che la donna collabori con la polizia, come aveva già iniziato a fare, disegnando dei suoi identikit, la porta con sé nella fuga.
La donna, Pat Lindsey, dapprima pensa che Burton sia un criminale, poi, gradualmente, man mano che il dottore le spiega la sua avventura, collabora con lui. Burton pensa che il miglior modo di scagionarsi sia quello di rintracciare il professor Langner, che potrà confermare la veridicità della sua versione dei fatti. Burton e Pat si recano da Langner, che ammette l'esistenza del G32 e, al racconto del dottore, riconosce nella descrizione dell'uomo ucciso il proprio assistente. Ma Pat scorge il cappello bucato del morto, e colui che si è presentato come il professor Langner non è Langner, bensì una delle spie che cercano di carpirne il segreto: egli, coi propri complici, imprigiona la coppia, dopo aver ammesso che il vero Langner è recluso al manicomio criminale. Burton e Pat riescono tuttavia a fuggire, e si recano al manicomio, al fine di rintracciare il vero professore. Burton, fingendo un'instabilità mentale, dopo un colloquio col direttore dell'istituzione, Storm, si fa ricoverare, e riesce ad incontrare, per breve tempo, Langner. Anche Storm, però, risulta essere una delle spie.
Di nuovo Burton, sempre ricercato per omicidio, e Pat, si danno alla fuga. Dopo diverse peripezie, che comprendono il furto di alcune auto e il matrimonio, che Burton e Pat contraggono per non destare sospetti presso alcuni poliziotti, la coppia ritira il pacco al deposito bagagli, per scoprire che contiene un modellino, a tutta prima un giocattolo. Pat e Burton vengono di nuovo catturati dalle spie e portati al manicomio. Qui Langner dà una dimostrazione del G32, il supposto giocattolo, a Storm: si tratta di una potentissima arma segreta. Nel corso della dimostrazione Storm diventa cieco: ciò provoca un trambusto per cui Pat e Burton riescono a collaborare con la polizia, intervenuta al momento, per la cattura delle spie. Pat e Burton decidono infine di non annullare il proprio matrimonio.